# Egiptovski jastreb
Egiptovski jastreb (znanstveno ime Neophron percnopterus) je ujeda iz družine kraguljev, edini predstavnik rodu Neophron.

## Opis
Egiptovski jastreb je majhen jastreb, najmanjši, kar jih živi v Evropi. Zraste od 60 do 70 cm in ima razpon kril med 150 in 160 cm. Teža odraslih ptic se giblje med 1,3 in 2 kg.
Odrasle ptice so umazano bele barve s črnimi  konicami peruti, mlade pa so temnejše rjave barve. Obraz odraslih ptic je gol in rumene barve, kljun je dolg in na koncu črn. V letu ga spoznamo po ravnih, širokih krilih in klinasto oblikovanem repu.

## Razširjenost
Razširjen je od kanarskih otokov preko južne Evrope in Afrike do Nepala in južne Indije. Živi v odprti pokrajini, pogosto v bližini človeka. Hrani se z odpadki, mrhovino in nojevimi jajci, ki se jih odrasle živali naučijo razbijati.
Gnezdi v marcu in aprilu v gnezdih v skalovju in drugih težko dostopnih krajih, kamor samica izleže navadno dve jajci. Mladiči prvič poletijo pri starosti 80 dni.